# Cohors I Asturum (Germania)
Dieser Artikel behandelt die in den römischen Provinzen Germania superior und Britannia stationierte Auxiliareinheit Cohors I Asturum. Zu der gleichnamigen Einheit, die in der Provinz Noricum stationiert war, siehe Cohors I Asturum (Noricum). Das hier angegebene Szenario geht von zwei verschiedenen Kohorten mit der Bezeichnung Cohors I Asturum aus; zu den Einschätzungen von Historikern siehe Cohors I Asturum.

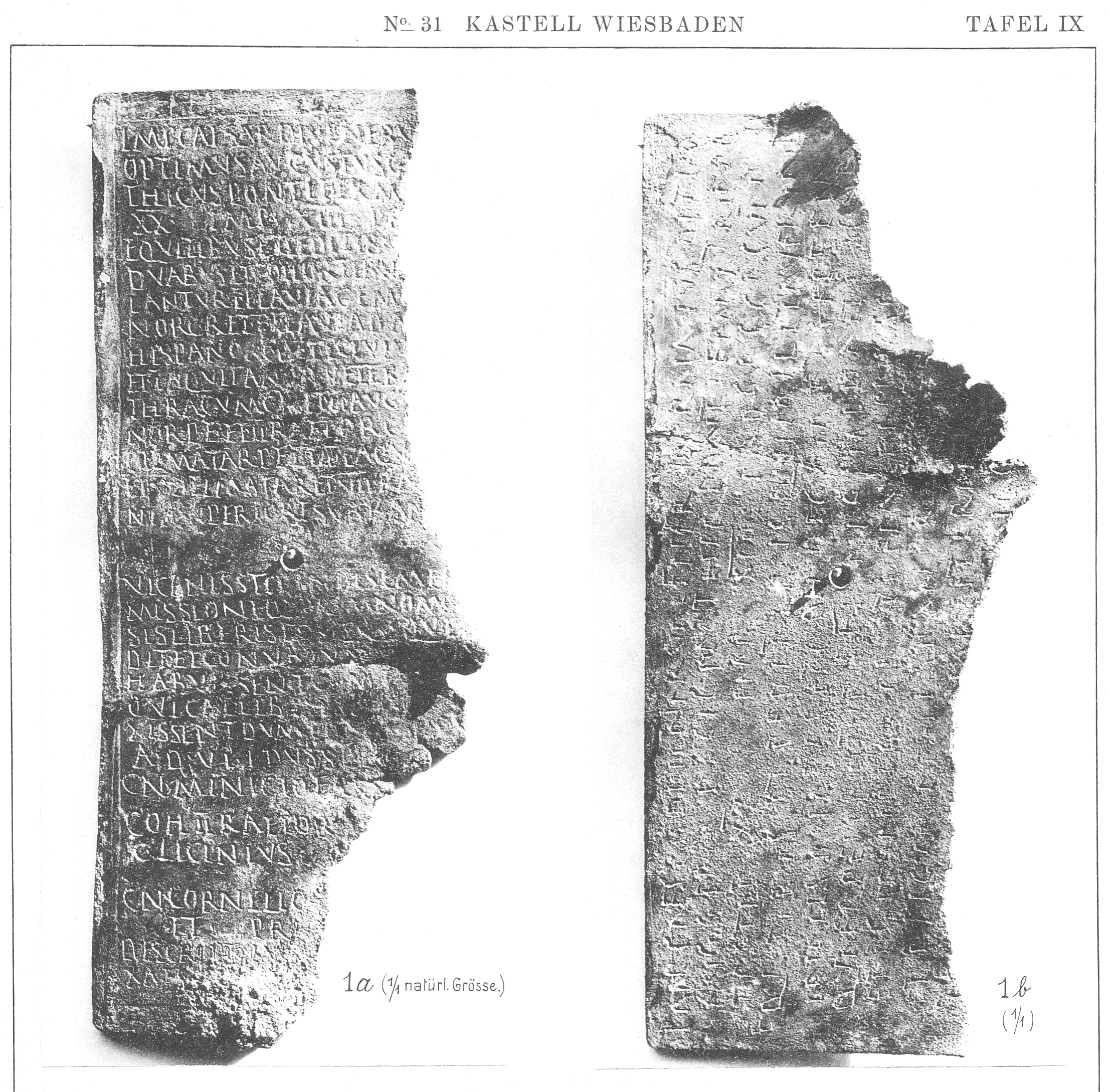
Das Militärdiplom vom 8. September 116 n. Chr.

Die Cohors I Asturum [equitata] (deutsch 1. Kohorte der Asturer [teilberitten]) war eine römische Auxiliareinheit. Sie ist durch Militärdiplome, Inschriften, Ziegelstempel und die Notitia dignitatum belegt. In der Notitia dignitatum wird sie als Cohors prima Asturum bezeichnet.

## Namensbestandteile
- Cohors: Die Kohorte war eine Infanterieeinheit der Auxiliartruppen in der römischen Armee.

- I: Die römische Zahl steht für die Ordnungszahl die erste (lateinisch prima). Daher wird der Name dieser Militäreinheit als Cohors prima .. ausgesprochen.

- Asturum: der Asturer. Die Soldaten der Kohorte wurden bei Aufstellung der Einheit aus dem Volk der Asturer auf dem Gebiet des conventus Asturum (mit der Hauptstadt Asturica Augusta) rekrutiert.[1]

- equitata: teilberitten. Die Einheit war ein gemischter Verband aus Infanterie und Kavallerie. Der Zusatz kommt in drei Inschriften[2] vor.

Da es keine Hinweise auf den Namenszusatz milliaria (1000 Mann) gibt, war die Einheit eine Cohors quingenaria equitata. Die Sollstärke der Kohorte lag bei 600 Mann (480 Mann Infanterie und 120 Reiter), bestehend aus 6 Centurien Infanterie mit jeweils 80 Mann sowie 4 Turmae Kavallerie mit jeweils 30 Reitern.

## Geschichte
Die Kohorte war in den Provinzen Germania superior und Britannia (in dieser Reihenfolge) stationiert. Sie ist auf Militärdiplomen für die Jahre 74 bis 134 n. Chr. aufgeführt.
Die Einheit wurde wahrscheinlich unter Augustus aufgestellt. Möglicherweise war sie im 1. Jhd. n. Chr. zunächst im Rheinland stationiert, bevor sie nach Germania superior verlegt wurde. Durch ein Diplom ist die Einheit erstmals 74 in Germania nachgewiesen. In dem Diplom wird die Kohorte als Teil der Truppen aufgeführt (siehe Römische Streitkräfte in Germania), die in der Provinz stationiert waren. Weitere Diplome, die auf 82 bis 134 datiert sind, belegen die Einheit in derselben Provinz (bzw. ab 90 in Germania superior).
Zu einem unbestimmten Zeitpunkt, möglicherweise unter Septimius Severus, aber sicher vor 260, wurde die Kohorte nach Britannia verlegt; durch eine Inschrift, die auf 260 datiert ist, ist nachgewiesen, dass sich die Kohorte zuvor in Britannien aufgehalten hat.
Letztmals erwähnt wird die Einheit in der Notitia dignitatum mit der Bezeichnung Cohors prima Asturum für den Standort Aesica. Sie war unter der Leitung eines Tribuns Teil der Truppen, die dem Oberkommando des Dux Britanniarum unterstanden.

## Standorte
Standorte der Kohorte in Britannia und Germania waren möglicherweise:
| - Aesica (Great Chesters): Die Einheit wird in der Notitia dignitatum für diesen Standort aufgeführt. | - Kastell Mainhardt: mehrere Inschriften wurden hier gefunden. |

Ziegel mit dem Stempel der Einheit wurden in Gernsheim, Heddernheim und Nied gefunden.

## Angehörige der Kohorte
Folgende Angehörige der Kohorte sind bekannt.

### Kommandeure
| - [?], ein Curam agens (Ness-Lieb 00139) - [?], ein Curator pro praefecto (AE 1895, 36). - Diodotus, ein Curam agens (Ness-Lieb 00136) - Gaius Iulius Artemo, ein Präfekt | - Marcus Mevius Capriolus, ein Präfekt - Quintus Gargilius Martialis, ein Präfekt - Publius Furius Rusticus, ein Präfekt |

### Sonstige
| - Bato Beusantis, ein Optio (CIL 13, 6538) - Cobrunius Divixtus, ein Optio (AE 1930, 76) - Coe[]unus Quin[t]inus, ein Centurio (CIL 13, 6538) | - Freioverus, ein Reiter (CIL 13, 7036) - Maximus Dasantius, ein Mensor (CIL 13, 6538) |